# 诺德霍芬
诺德霍芬是德国莱茵兰-普法尔茨州的一个市镇。总面积3.86平方公里，总人口550人，其中男性288人，女性262人（2011年12月31日），人口密度142人/平方公里。